# ماوریسیو پیگرینو
مائوریسیو پلگرینو(اسپانیایی: Mauricio Pellegrino‎؛ زادهٔ ۵ اکتبر ۱۹۷۱) بازیکن سابق و مربی فوتبال اهل آرژانتین است.
از باشگاه‌هایی که در آن بازی کرده‌است می‌توان به لیورپول، بارسلونا، والنسیا، دپورتیوو آلاوز و ولز سارسفیلد اشاره کرد. در ۱۴ دسامبر ۲۰۲۴ میلادی سرمربی باشگاه فوتبال لانوس عهده دار شد